# Urocitellus columbianus
Urocitellus columbianus (Ховрах колумбійський) — один з видів ховрахів, родина Вивіркові. До розділення родів Spermophilus та Urocitellus мав назву Spermophilus columbianus.

## Поширення
Країни проживання: Канада (Альберта, Британська Колумбія), США (Айдахо, Монтана, Орегон, Вашингтон). Живе у відкритому середовищі: трави високі плато, полинні рівнини, долинні луки, галявини й вирубки у хвойних лісах, альпійські луки і береги потоків. Також мешкає на південній стороні гірських схилів і сільськогосподарських і пасовищних системах. Не дуже терпимий до сухих умов.

## Морфометрія
Довжина тіла становить від 25 до 29 см, довжина хвоста від 8 до 11,5 см, вага від 850 до 1000 грамів.

## Поведінка
Цей вид колоніальний. Середня площа, підконтрольна дорослим самцям близько 0,4 гектара, дорослим самицям — близько 0,1 гектара. Дорослі самці захищають (в першу чергу під час сезону розмноження) основні райони у межах їх проживання. Дорослі самиці захищають свою територію біля гніздової нори. Споживає коріння, цибулини, стебла, листя, насіння і ягоди. Також трохи їсть тваринну їжу (комахи, миші, мертві рибки). Витрачає близько 70% в рік на сплячку.

## Відтворення
Парування відбувається невдовзі після того як самиці виходять зі сплячки. Вагітність триває 24 днів. Приплід 2-7 (в середньому 2-4) народжується в травні — кінці червня. Догляд зазвичай триває близько 30 днів. Молодь стає статевозрілою протягом 1-2 років.